# Étienne Nicolas de Grandpré
Étienne Nicolas de Grandpré, né vers 1661 et mort à Toulon le 27 octobre 1731, est un officier de marine français des XVIIe et XVIIIe siècles. Spécialiste de l'artillerie de marine, il participe aux grandes campagnes de bombardement menées par le royaume de France entre la Paix de Nimègue (1678) et le début de la guerre de la Ligue d'Augsbourg (1688). Il termine sa carrière avec le grade de chef d'escadre et est l'un des principaux « capitaine-armateur » du port de Toulon.

## Biographie

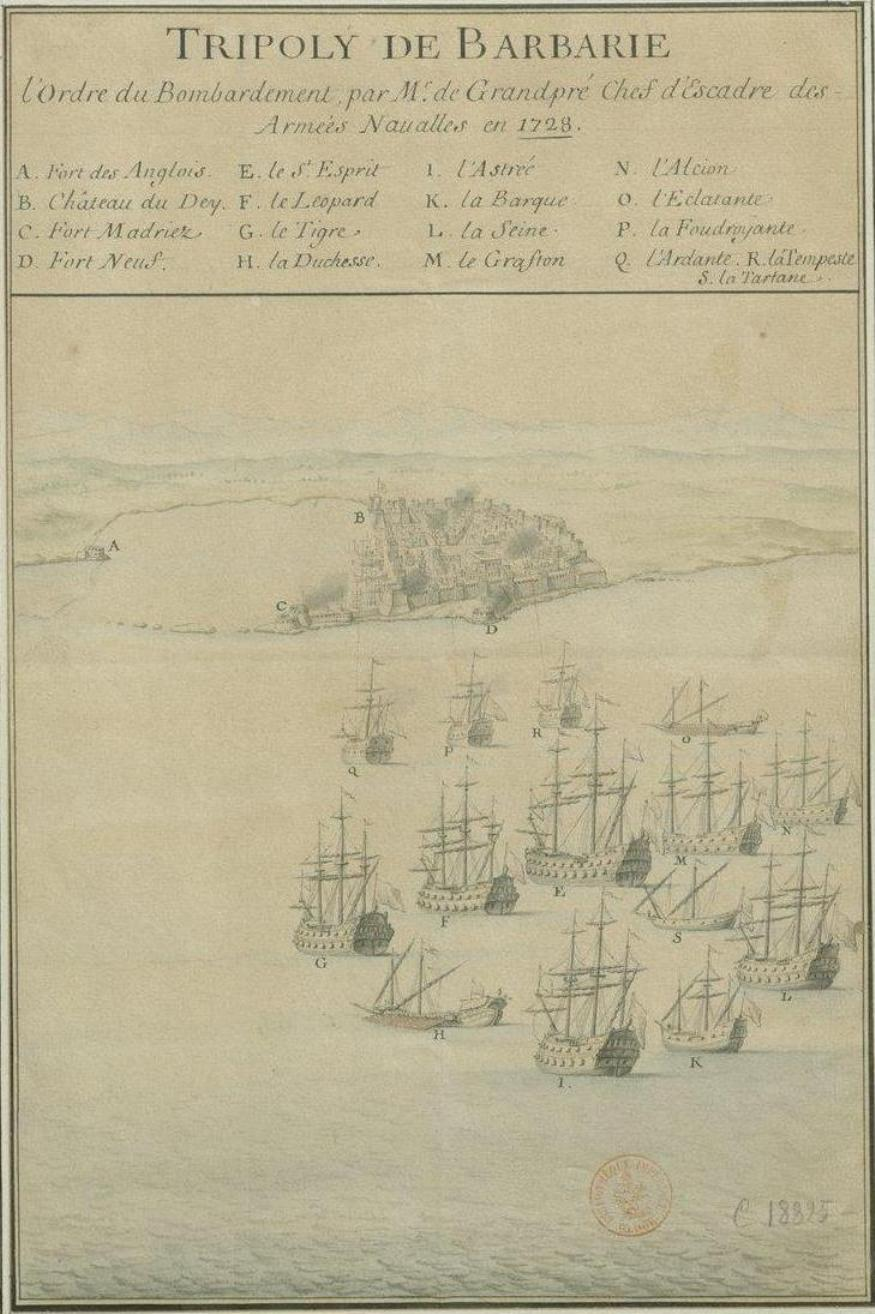
Le bombardement de Tripoli en 1728, où De Grandpré commande l’escadre française.

Originaire d'Aunis et de Saintonge, il entre jeune dans la Marine royale. Il est garde-marine en 1676, à l'âge de quinze ans, puis enseigne de vaisseau (1681) avant de devenir capitaine de galiote à bombes. Il se distingue pendant les « campagnes bombardières » menées par Abraham Duquesne sur Alger en 1682-1683 et lors du bombardement de Gênes de 1684; il commande lors de ce dernier bombardement L’Éclatante, l'une des dix galiotes de la flotte française. 
Il reçoit un brevet de capitaine de vaisseau en 1696, et est fait chevalier de Saint-Louis en 1703. Il est nommé commissaire général de l'artillerie à Toulon le 1er novembre 1705 et occupe ce poste jusqu'en 1728; date à laquelle il est nommé chef d'escadre des armées navales. Une escadre de douze bâtiments, commandée par Grandpré, part de Toulon, se présente devant Tripoli de Barbarie le 19 juillet 1728, bombarde la ville et en détruit la plus grande partie. Les corsaires viennent bientôt implorer le pardon du roi et le bey accepte de verser 100 000 livres. Cette flotte était composée de deux vaisseaux de ligne le Saint-Esprit et le Léopard, de trois frégates le Tigre, l’Alcyon, le Grafton et l’Astrée, de la flûte la Seine, de trois galiotes à bombes, et de deux galères commandées par le chevalier de l'Aubépin.

### Sources et bibliographie
- Michel Vergé-Franceschi, La Marine française au XVIIIe siècle : guerres, administration, exploration, Paris, SEDES, coll. « Regards sur l'histoire », 1996, 451 p. (ISBN 2-7181-9503-7)
- Michel Vergé-Franceschi (dir.), Dictionnaire d'histoire maritime, Paris, éditions Robert Laffont, coll. « Bouquins », 2002, 1508 p. (ISBN 2-221-08751-8 et 2-221-09744-0, BNF 38825325)
- Rémi Monaque, Une histoire de la marine de guerre française, Paris, éditions Perrin, 2016, 526 p. (ISBN 978-2-262-03715-4)
- Étienne Taillemite, Dictionnaire des marins français (nouvelle édition revue et augmentée), Paris, éditions Tallandier, 2002, 573 p. (ISBN 2-84734-008-4)
- Jean Peter, Les artilleurs de la Marine sous Louis XIV, 1995
- Charles La Roncière, Histoire de la Marine française : La Guerre de Trente Ans, Colbert, t. 5, Paris, Plon, 1920, 822 p. (lire en ligne)
- Charles La Roncière, Histoire de la Marine française : La crépuscule du Grand règne, l’apogée de la Guerre de Course, t. 6, Paris, Plon, 1932, 674 p. (lire en ligne)
- Georges Lacour-Gayet, La Marine militaire de la France sous le règne de Louis XV, Honoré Champion éditeur, 1910 (1re éd. 1902) (lire en ligne)
- Théophraste Renaudot, Gazette de France : Gazette de France, vol. 2 (lire en ligne), p. 199
- Léon Guérin, Histoire maritime de France, vol. 2, Andrieux, 1844 (lire en ligne), p. 215